# ویلیام جویس (نویسنده)
ویلیام جویس (انگلیسی: William Joyce؛ زادهٔ ۱۱ دسامبر ۱۹۵۷) یک نویسنده، تصویرنگار و فیلمساز اهل ایالات متحده آمریکا است. وی از سال ۱۹۸۱ میلادی تاکنون مشغول فعالیت بوده‌است. بسیاری از آثار نقاشی وی بر روی جلد نیویورکر رفته است. او برای فیلم پویانمایی کتاب‌های پرنده آقای موریس لسمور (۲۰۱۱) موفق به کسب جایزه اسکار بهترین پویانمایی کوتاه گردید.